# Helmschoorsteentje
Het helmschoorsteentje (Anthostomella lugubris) is een schimmel behorend tot de familie Xylariaceae. Hij komt voor in de zeeduinen op bladeren van Ammophila.

## Determinatie
De verzonken peritheciën staan verspreid en in een zwart geblakerde epidermis. De peritheciën zijn 250–331 µm hoog. Het peridium is 25 µm breed. 
De asci zijn cillindrisch met afgeronde topen en meten 126–161 × 11–14 µm. De ascosporen zijn ovaal tot ellipsvormig met taps toelopende uiteinden, liggen eenzijdig- of gedeeltelijk tweezijdig gerangschikt in de ascus als ze jong zijn en meten 18–22 (24) × 8–11 µm. De spleet over de lengte van 10–12 µm is niet goed zichtbaar.

## Verspreiding
In Nederland komt het uiterst zeldzaam voor.